# Škerl
Škerl je priimek več znanih Slovencev:
- Ada Škerl (1924—2009), pesnica in pisateljica
- Dane Škerl (1931—2002), skladatelj, dirigent, prof. AG in FF
- France Škerl (1909—1985), zgodovinar
- Jakob Škerl (1622—1672), jezuit, nabožni pisatelj in pridigar
- Lojze Škerl (1914—1995), duhovnik, dr., škofov vikar in stolni kanonik v Trstu, kulturni delavec, časnikar
- Marko Škerl (1922—2013), inž. gradbeništva, gospodarstvenik
- Silvester Škerl (1903—1974), pesnik, publicist, prevajalec, igralec in založnik
- Uroš Škerl Kramberger, novinar